# Raad van de Vlaamse Gemeenschapscommissie
De Raad van de Vlaamse Gemeenschapscommissie (VGC) kan worden beschouwd als het "Parlement van de Vlamingen in Brussel" en bevat de 17 Nederlandstalige leden uit het Brussels Hoofdstedelijk Parlement. De Franstalige tegenhanger is het Parlement francophone bruxellois.

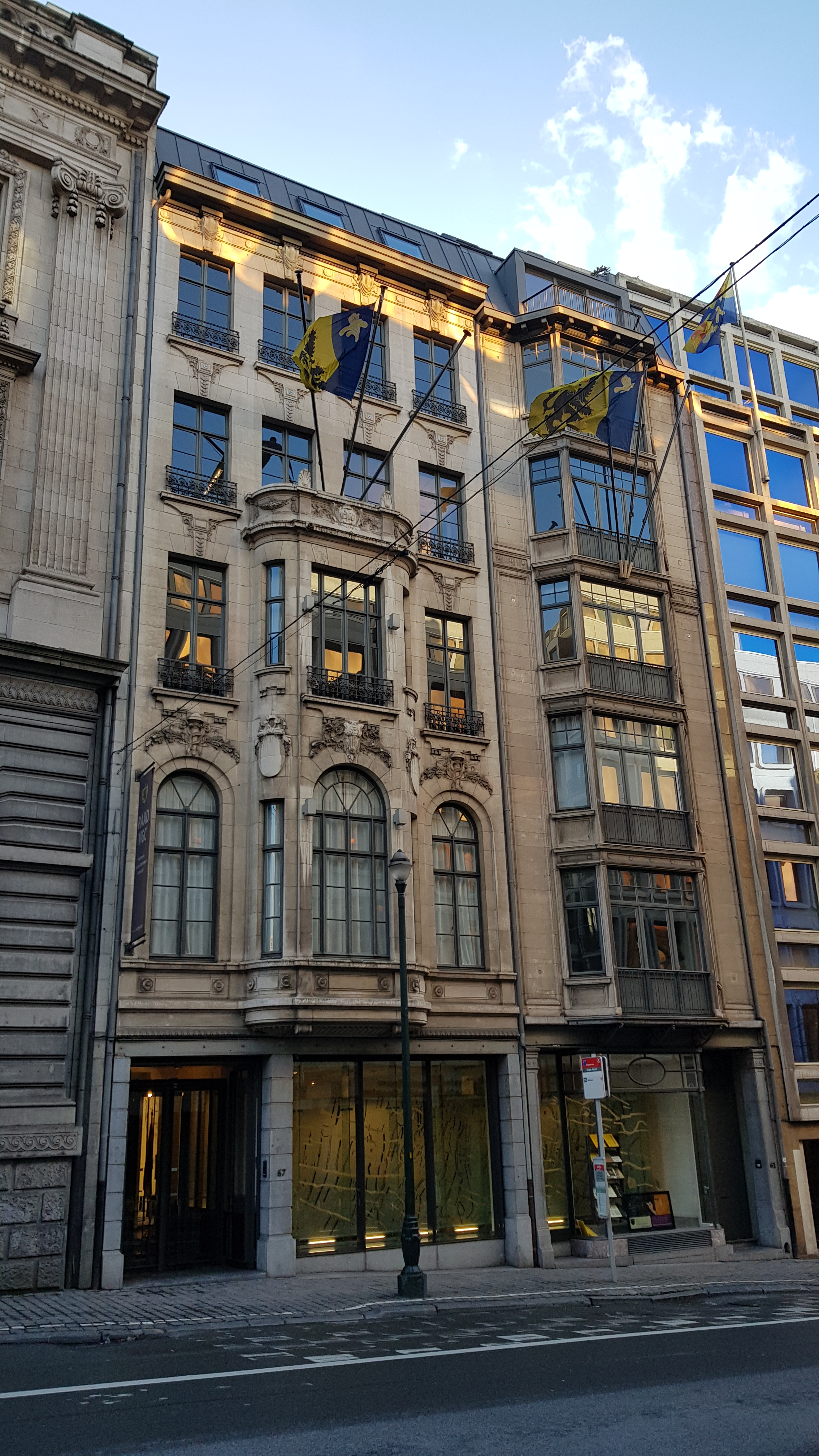
Lombardstraat 61-67

De diensten van de Raad van de Vlaamse Gemeenschapscommissie zijn gehuisvest in de naast het Brussels Parlementsgebouw gelegen historische panden en nieuwbouw aan de Lombardstraat 61-67.

## Geschiedenis
Het ontstaan van deze Raad (een soort miniparlement), dient te worden gezien in het kader van de opeenvolgende Belgische staatshervormingen. De Brusselwet van 1989 voorzag de oprichting van het Brussels Hoofdstedelijk Gewest, met een eigen parlement, dat voor het eerst geïnstalleerd werd na de verkiezingen van 18 juni 1989. De twee taalgroepen in het parlement vormden bovendien elk hun eigen Raad met beslissingsbevoegdheden over bepaalde gemeenschapsaangelegenheden. Zo vormden de 11 Nederlandstalige parlementsleden de Raad van de Vlaamse gemeenschapscommissie. Die kwam voor het eerst officieel samen op 14 juli 1989.
In 2001 werd in het Lombardakkoord vastgelegd dat elke taalgroep in het Brussels Hoofdstedelijk Parlement voortaan minstens 17 leden moest tellen, wat in de praktijk sinds de verkiezingen van 2004 steeds de omvang van de Raad is geweest.

## Bevoegdheden
De Raad vormt samen met het "College" de Vlaamse Gemeenschapscommissie. Het College is het uitvoerend orgaan en bestaat uit de twee Nederlandstalige ministers en de Nederlandstalige staatssecretaris van de Brusselse Hoofdstedelijke regering.
De Raad is het wetgevend orgaan van de VGC en kan dus wetten (in dit geval verordeningen) uitvaardigen. Gezien het nogal specifieke bevoegdhedenpakket van de VGC (gemeenschapsbevoegdheden voor de Vlaamse gemeenschap in Brussel), is deze wetgevende macht eerder beperkt. Het gaat bijvoorbeeld om afspraken omtrent subsidies in de sectoren onderwijs, welzijn, gezondheid, cultuur, jeugd en sport.
De Raad moet ook elk jaar de begroting van de VGC goedkeuren en controleert en interpelleert het College.

## Structuur
Bij het begin van iedere legislatuurperiode, kiest de Raad een voorzitter. Deze leidt de werkzaamheden van de Raad en is er ook de vertegenwoordiger van. Naast een voorzitter wordt er ook een ondervoorzitter en een Bureau gekozen. Dit orgaan houdt zich bezig met het dagelijks bestuur van de Raad. Het Bureau wordt een "Uitgebreid Bureau" op het ogenblik dat de fractievoorzitters deelnemen aan de werkzaamheden van het Bureau.

### Voorzitters
| Tijdspanne | Tijdspanne   | Voorzitter                        |
| ---------- | ------------ | --------------------------------- |
|            | 1989 - 1992  | Robert Garcia (SP)                |
|            | 1992 - 1995  | Michiel Vandenbussche (SP)        |
|            | 1995 - 1999  | Robert Garcia (SP)                |
|            | 1999 - 2000  | Guy Vanhengel (VLD)               |
|            | 2000 - 2009  | Jean-Luc Vanraes (VLD / Open Vld) |
|            | 2009 - 2011  | Carla Dejonghe (Open Vld)         |
|            | 2011 - 2013  | Jean-Luc Vanraes (Open Vld)       |
|            | 2013 - 2019  | Carla Dejonghe (Open Vld)         |
|            | 2019 - 2023  | Fouad Ahidar (one.brussels-sp.a)  |
|            | 2023 - 2024  | Els Rochette (Vooruit.brussels)   |
|            | 2024 - heden | Lotte Stoops (Groen)              |

### Raadsleden
Verkozenen 1989:
- August De Winter (PVV)
- Annemie Neyts (PVV)
- Rufin Grijp (SP)
- Robert Garcia (SP)

- Jan Béghin (CVP)
- Jos Chabert (CVP)
- Walter Vandenbossche (CVP)
- Marie-Jeanne Schoenmaekers-Clerckx (CVP)

- Dolf Cauwelier (Agalev)
- Vic Anciaux (VU)
- Roeland Van Walleghem (Vl. Blok)

Vervangers:
| - Annemie Neyts werd opgevolgd door André Monteyne (PVV) - Robert Garcia werd opgevolgd door Robert Delathouwer (SP) - Rufin Grijp werd opgevolgd door Michiel Vandenbussche (SP) - Jos Chabert werd opgevolgd door Simonne Creyf (CVP) | - Marie-Jeanne Schoenmaekers-Clerckx werd opgevolgd door Brigitte Grouwels (CVP) - Vic Anviaux werd opgevolgd door Jan De Berlangeer (VU) - Roeland Van Walleghem werd opgevolgd door Joris Van Hauthem (Vl. Blok) |

Verkozenen 1995:
- Annemie Neyts (VLD)
- Leo Goovaerts (VLD)
- Robert Garcia (SP)
- Rufin Grijp (SP)

- Jos Chabert (CVP)
- Walter Vandenbossche (CVP)
- Jan Béghin (CVP)

- Vic Anciaux (VU)
- Dominiek Lootens-Stael (Vl. Blok)
- Roeland Van Walleghem (Vl. Blok)

Vervangers:
| - Annemie Neyts werd opgevolgd door Guy Vanhengel (VLD) - Rufin Grijp werd opgevolgd door Michiel Vandenbussche (SP) - Michiel Vandenbussche werd opgevolgd door Anne Van Asbroeck (SP) | - Jos Chabert werd opgevolgd door Brigitte Grouwels (CVP) - Brigitte Grouwels werd opgevolgd door Jean De Hertog (CVP) - Vic Anciaux werd opgevolgd door Sven Gatz (VU) |

Verkozenen 1999:
- Annemie Neyts (VLD)
- Rufin Grijp (SP)
- Adelheid Byttebier (Agalev)
- Jos Chabert (CVP)

- Brigitte Grouwels (CVP)
- Jan Béghin (CVP)
- Sven Gatz (VU&ID)
- Erik Arckens (Vl. Blok)

- Johan Demol (Vl. Blok)
- Dominiek Lootens-Stael (Vl. Blok)
- Jos Van Assche (Vl. Blok)

Vervangers:
| - Annemie Neyts werd opgevolgd door Guy Vanhengel (VLD) - Guy Vanhengel werd opgevolgd door Jean-Luc Vanraes (VLD) - Rufin Grijp werd opgevolgd door Robert Delathouwer (SP) | - Adelheid Byttebier werd opgevolgd door Anne Van Asbroeck (SP) - Anne Van Asbroeck werd opgevolgd door Yamila Idrissi (SP) - Jos Chabert werd opgevolgd door Walter Vandenbossche (CVP) |

Verkozenen 2004:
- Els Ampe (VLD)
- Guy Vanhengel (VLD)
- Carla Dejonghe (VLD)
- Jean-Luc Vanraes (VLD)
- Pascal Smet (sp.a)
- Fouad Ahidar (spirit)

- Marie-Paule Quix (spirit)
- Jos Chabert (CD&V)
- Brigitte Grouwels (CD&V)
- Walter Vandenbossche (CD&V)
- Adelheid Byttebier (Groen!)
- Johan Demol (Vl. Belang)

- Frederic Erens (Vl. Belang)
- Dominiek Lootens-Stael (Vl. Belang)
- Greet Van Linter (Vl. Belang)
- Valérie Seyns (Vl. Belang)
- Jos Van Assche (Vl. Belang)

Vervangers:
| - Guy Vanhengel werd opgevolgd door René Coppens (VLD) - Pascal Smet werd opgevolgd door Jan Béghin (sp.a) - Jos Chabert werd opgevolgd door Brigitte De Pauw (CD&V) | - Brigitte De Pauw werd opgevolgd door Jos Chabert (CD&V) - Brigitte Grouwels werd opgevolgd door Brigitte de Pauw (CD&V) - Greet Van Linter werd opgevolgd door Erland Pison (Vl. Belang) |

Verkozenen 2009:
- Guy Vanhengel (Open Vld)
- Jean-Luc Vanraes (Open Vld)
- Carla Dejonghe (Open Vld)
- Els Ampe (Open Vld)
- Fouad Ahidar (sp.a)
- Sophie Brouhon (sp.a)

- Elke Roex (sp.a)
- Pascal Smet (sp.a)
- Steven Vanackere (CD&V)
- Brigitte Grouwels (CD&V)
- Paul Delva (CD&V)
- Annemie Maes (Groen!)

- Bruno De Lille (Groen!)
- Paul De Ridder (N-VA)
- Dominiek Lootens-Stael (Vl. Belang)
- Greet Van Linter (Vl. Belang)
- Johan Demol (Vl. Belang)

Vervangers:
| - Guy Vanhengel werd opgevolgd door René Coppens (Open Vld) - Jean-Luc Vanraes werd opgevolgd door Herman Mennekens (Open Vld) - Pascal Smet werd opgevolgd door Jef Van Damme (sp.a) - Paul Delva werd opgevolgd door Bianca Debaets (CD&V) | - Steven Vanackere werd opgevolgd door Brigitte De Pauw (CD&V) - Brigitte Grouwels werd opgevolgd door Walter Vandenbossche (CD&V) - Bruno De Lille werd opgevolgd door Elke Van den Brandt (Groen!) |

Verkozenen 2014:
- Guy Vanhengel (Open Vld, 7.375)
- Els Ampe (Open Vld, 2.883)
- Fouad Ahidar (sp.a, 2.813)
- Pascal Smet (sp.a, 2.697)
- Johan Van den Driessche (N-VA, 2.234)
- Brigitte Grouwels (CD&V, 2.039)

- Bruno De Lille (Groen, 1.917)
- Annemie Maes (Groen, 1.755)
- Carla Dejonghe (Open Vld, 1.546)
- Elke Roex (sp.a, 1.454)
- Paul Delva (CD&V, 1.187)
- René Coppens (Open Vld, 911)

- Liesbet Dhaene (N-VA, 822)
- Dominiek Lootens-Stael (Vl. Belang, 795)
- Arnaud Verstraete (Groen, 741)
- Stefan Cornelis (Open Vld, 689)
- Cieltje Van Achter (N-VA, 503)

Vervangers:
| - Guy Vanhengel werd opgevolgd door Khadija Zamouri (Open Vld) - Elke Roex werd opgevolgd door Hannelore Goeman (sp.a) - Pascale Smet werd opgevolgd door Jef Van Damme (sp.a) - Bruno De Lille werd opgevolgd door Jos Raymenants (sp.a) | - Jos Raymenants werd opgevolgd door Bruno De Lille (Groen) - Brigitte Grouwels werd opgevolgd door Vincent Riga (CD&V) - Vincent Riga werd opgevolgd door Brigitte Grouwels (CD&V) |

### Griffie
De Raad van de Vlaamse Gemeenschapscommissie wordt in zijn werking ondersteund door de Griffie. Aan het hoofd van deze dienst staat een griffier. De griffier woont de o.a. de vergaderingen van het Bureau en het Uitgebreid Bureau bij en staat in voor de notulen daarvan.